# Ariel Henry
Ariel Henry (n. 6 noiembrie 1949, Port-au-Prince, Haiti) este un neurochirurg și politician haitian, care a fost prim-ministru interimar al statului Haiti de la asasinarea lui Jovenel Moïse în 2021 până la demisia sa din 24 aprilie 2024⁠, cauzată de extinderea controlului bandelor armate asupra unei părți tot mai mari din Port-au-Prince și de faptul că a rămas blocat în afara țării. În această perioadă, în care funcția de președinte al Republicii Haiti a rămas vacantă, Consiliul de Miniștri pe care îl conducea a exercitat puterea executivă⁠. De asemenea, el a ocupat temporar și funcția de ministru al Internelor și Comunităților Teritoriale.
Henry a fost implicat într-o controversă din cauza refuzului de a colabora cu autoritățile în legătură cu relațiile sale cu Joseph-Félix Badio, unul dintre suspecții acuzați că au orchestrat asasinarea lui Moïse⁠. Ofițerii care au investigat cazul au suspectat că Henry a fost implicat în planificarea asasinatului⁠. La 11 martie 2024, Henry a anunțat că va demisiona odată cu crearea unui consiliu prezidențial de tranziție⁠, lucru pe care l-a făcut pe 24 aprilie 2024, când consiliul a fost instalat. Cabinetul său demisionar l-a numit pe ministrul economiei și finanțelor, Michel Patrick Boisvert, în funcția de prim-ministru interimar⁠.

## Biografie
Henry s-a născut la 6 noiembrie 1949 în Port-au-Prince, într-o familie originară din departamentul Artibonite⁠. A efectuat un stagiu de rezidențiat în neurochirurgie cu profesorul Claude Gros în orașul francez Montpellier, din martie 1977 până în decembrie 1981, și și-a susținut teza de doctorat în ianuarie 1982. Între 1981 și 1984, a studiat neurofiziologia și neuropatologia la facultatea de medicină a Universității din Montpellier⁠. De asemenea, în septembrie 1983, a obținut un certificat în efectuarea electroencefalografiei de la Universitatea din Montpellier⁠.
Henry a urmat studii suplimentare în Statele Unite. În 1989, a absolvit un master în sănătate publică, specializarea sănătate internațională, la Universitatea Loma Linda, iar între februarie și mai 1990 a urmat studii postdoctorale în metode de management în sănătate internațională la Universitatea Boston⁠.

## Cariera medicală
Henry a fost profesor la Școala Privată de Asistenți Medicali din Montpellier în perioada septembrie 1980 – iunie 1981⁠. Între ianuarie 1982 și decembrie 1983, a fost angajat ca asistent în neurochirurgie al profesorului Claude Gros la Spitalul Universitar Gui de Chauliac⁠ din Montpellier. A fost, de asemenea, asistent al profesorului Philippe Frèrebeau în același spital din octombrie 1983 până în februarie 1985 și a ocupat funcția de conferențiar universitar în această perioadă⁠. Ulterior, între martie 1985 și iunie 1987, a fost administrator al Spitalului Adventist din Haiti⁠.
Henry a lucrat ca neurochirurg la Spitalul Universitar de Stat din Haiti între 1987 și 1996⁠, fiind totodată profesor de neurochirurgie la acest spital din octombrie 1985 până în februarie 1995 și profesor de psihofiziologie la Facultatea de Științe Umane a Universității de Stat din Haiti între noiembrie 1988 și iunie 1996. Din octombrie 1990, este profesor de neurologie la Facultatea de Medicină a aceleiași universități⁠.
Între decembrie 1987 și ianuarie 2010, Henry a fost consultant în neurochirurgie și neurologie la Centrul Saint Vincent pentru Copii cu Dizabilități din Port-au-Prince⁠. De asemenea, între 1989 și 1991, a fost tutore în cadrul programului „Master în sănătate publică” al Universității Loma Linda, desfășurat în afara campusului. A fost profesor de neurologie la Universitatea Quisqueya din octombrie 1999 până în ianuarie 2010. A fost consilier al ministrului sănătății din Haiti între martie 1993 și februarie 1995, precum și consultant pentru Organizația Panamericană a Sănătății și pentru Organizația Mondială a Sănătății între 1993 și 1996⁠.
Henry a fost director al proiectului „Child Survival in Urban and Rural Areas” al organizației Adventist Development and Relief Agency-Haiti între noiembrie 1985 și februarie 1992, director al programului „Clinici de reabilitare nutrițională” între ianuarie 1986 și noiembrie 1989, director adjunct al programelor generale ale agenției între 1992 și 1996 și consultant pentru evaluarea programului „PL-480” în 1998. A fost, de asemenea, director al serviciilor de sănătate pentru Biserica Adventistă din Haiti, Indiile de Vest Franceze⁠(d) și Guyana Franceză. Între 1992 și 1999, a fost președintele consiliului de administrație al Ecumenical Welfare Society⁠.
Henry este membru asociat al Societății Franceze de Neurochirurgie din 1984, membru al Comitetului Național pentru Evaluarea Eradicării Poliomielitei din Haiti de la înființarea acestuia în martie 1990 și șef al departamentului de neurochirurgie al Spitalului Bernard Mevs din octombrie 2014⁠⁠. A condus răspunsul de sănătate publică în urma cutremurului din Haiti din 2010 și a epidemiei de holeră din 2012⁠. La 26 martie 2020, președintele Jovenel Moïse l-a desemnat membru al consiliului științific format din 17 membri pentru combaterea pandemiei de COVID-19 în Haiti⁠.

## Cariera politică
Henry a intrat în politică în calitate de lider al mișcării Convergența Democratică, care urmărea înlăturarea președintelui Jean-Bertrand Aristide⁠(d), acuzat că ar fi fraudat alegerile parlamentare din Haiti din anul 2000. Împreună cu Micha Gaillard, Henry a condus opoziția împotriva lui Aristide în diverse forumuri internaționale⁠. După lovitura de stat din 2004, care a dus la îndepărtarea lui Aristide, Henry a pledat pentru formarea unui guvern de tranziție bazat pe consens și organizarea de alegeri noi. Ulterior, a devenit membru al „consiliului înțelepților”, format din șapte persoane. Consiliul, susținut de Statele Unite, a avut rolul de a desemna membrii guvernului de tranziție.
Henry l-a susținut pe René Préval după alegerea acestuia în funcția de președinte și a fost numit director general al Ministerului Sănătății în iunie 2006. A ocupat această funcție până în septembrie 2008, când a fost numit șef de cabinet al aceluiași minister, funcție pe care a deținut-o până în octombrie 2011⁠. În timpul mandatului său, a gestionat grevele de la Spitalul General din Port-au-Prince, a colaborat cu autoritățile americane în gestionarea răspunsului sanitar după cutremurul din 2010 și a eficientizat finanțele ministerului, ceea ce a permis finanțarea directă a programelor de sănătate din partea Statelor Unite.
Henry a fost membru al mai multor partide politice: Partidul Social-Democrat, Partidul Revoluționar Progresist Naționalist din Haiti (fondat de prietenul și mentorul său politic Serge Gilles), Fuzionarea Social-Democraților Haitieni și Inite⁠. În 2015, a fost numit ministru de interne și colectivități teritoriale de către președintele Michel Martelly, ca urmare a unui acord încheiat cu partidele de opoziție după mai multe proteste antiguvernamentale, multe dintre ele conduse de susținători ai lui Aristide. Henry a deținut acest portofoliu între 22 ianuarie și 11 septembrie 2015, când a fost numit ministru al afacerilor sociale și muncii de către prim-ministrul Evans Paul⁠(d), fiind înlocuit la interne de Ardouin Zéphirin. A rămas în funcție până la 28 martie 2016⁠. După ce partidul Inite a anunțat pe 8 septembrie 2015 că se retrage din guvernul de uniune națională condus de Martelly, i-a cerut lui Henry să demisioneze⁠, însă acesta a refuzat și a părăsit partidul⁠.
La 5 iulie 2021, Henry a fost desemnat următorul prim-ministru al Haiti de către președintele Jovenel Moïse, însă la două zile după anunț, Moïse a fost asasinat, ceea ce a dus la blocarea tranziției de putere⁠. În acel moment, prim-ministrul în exercițiu Claude Joseph⁠(d) a preluat conducerea guvernului, cu sprijinul armatei, fiind recunoscut de Statele Unite drept prim-ministru legitim⁠. Un grup de diplomați importanți în Haiti, numit „Grupul Central” – format din ambasadorii Braziliei, Uniunii Europene, Franței, Germaniei, Spaniei, Canadei și Statelor Unite, precum și din reprezentanți ai Organizației Statelor Americane și ai Națiunilor Unite – a cerut, la 17 iulie, ca Henry să preia conducerea guvernului⁠. La 19 iulie, Claude Joseph a anunțat că va demisiona din funcție în favoarea lui Henry⁠.

### Prim-ministru al Haiti
Henry a depus jurământul ca prim-ministru interimar pe 20 iulie 2021. În cadrul ceremoniei, a făcut apel la unitate și a declarat că una dintre prioritățile sale va fi să le ofere cetățenilor încredere prin restabilirea ordinii și a securității în țară⁠. La 28 iulie, a afirmat că intenționează să organizeze alegerile, amânate de mult timp, cât mai curând posibil și că guvernul va iniția un dialog cu societatea civilă pentru a decide următorii pași necesari pentru progresul țării⁠.
După cutremurul care a lovit Haiti pe 14 august 2021, Henry a declarat stare de urgență pentru o lună și a anunțat mobilizarea tuturor resurselor disponibile pentru a ajuta persoanele afectate de dezastru⁠. Într-un discurs rostit pe 20 august în fața Consiliului Permanent al Organizației Statelor Americane, el a promis din nou organizarea alegerilor cât mai curând posibil, în vederea restabilirii democrației în Haiti, în pofida instabilității persistente cauzate de cutremur și de asasinarea lui Jovenel Moïse⁠.
La 6 septembrie 2021, Henry a declarat că reducerea criminalității reprezintă o prioritate majoră pentru guvernul său⁠. La 8 septembrie, el a prezentat un proiect de nouă constituție. Printre prevederile acesteia se numărau acordarea unor puteri sporite președintelui și desființarea funcției de prim-ministru, în scopul facilitării adoptării politicilor guvernamentale. De asemenea, oficialii guvernamentali, miniștrii și președinții ar putea fi judecați în instanță după ce își încheie mandatul⁠.
Pe 11 septembrie, Henry a semnat un acord cu partidele de opoziție pentru formarea unui guvern de tranziție bazat pe consens⁠. Conform acestui acord, urma să fie înființat un nou Consiliu Electoral Provizoriu, care să includă și membri ai diasporei haitiene. În paralel, guvernul s-a angajat să organizeze un proces privind scandalul PetroCaribe și să desfășoare anchete asupra masacrelor comise în cartierele La Saline, Bel Air și Delmas 32. Acordul prevedea instituirea unui executiv bicameral și guvernarea țării prin intermediul Consiliului de Miniștri condus de Henry. De asemenea, acesta permitea amânarea alegerilor până la sfârșitul anului 2022⁠.
Până la 12 septembrie, peste 169 de organizații politice și civice semnaseră acordul, potrivit lui Henry, care și-a exprimat totodată dorința de a atrage sprijinul unui număr și mai mare de organizații⁠.
La cea de-a 76-a sesiune a Adunării Generale a Națiunilor Unite din 25 septembrie, Henry a abordat problema expulzării recente a migranților haitieni de către Statele Unite de la granița cu Mexicul. El a declarat că, deși nu dorește să conteste dreptul SUA de a expulza migranți ilegali, migrația va continua atât timp cât inegalitatea globală a veniturilor persistă. Henry a îndemnat țările bogate să sprijine mai activ statele în curs de dezvoltare pentru a îmbunătăți mai rapid nivelul de trai, în scopul prevenirii fenomenului migraționist. De asemenea, a criticat comportamentul agenților Patrulei de Frontieră americane în timpul intervenției asupra migranților haitieni⁠.
Henry a afirmat că guvernul său depune eforturi pentru a-i prinde pe asasinii lui Jovenel Moïse și a solicitat, în fața Adunării Generale, asistență juridică reciprocă. Totodată, a promis restabilirea rapidă a guvernării democratice în Haiti⁠.
La 27 septembrie, Henry a demis toți membrii Consiliului Electoral Provizoriu⁠, alegerile fiind amânate pe termen nelimitat, cu promisiunea de a numi un nou consiliu electoral⁠. În ziua următoare, el a declarat agenției Associated Press că intenționează să organizeze referendumul constituțional în februarie 2022 și speră ca alegerile să aibă loc la începutul aceluiași an. Henry a mai menționat că migranții haitieni expulzați recent de la granița dintre Mexic și Statele Unite vor fi sprijiniți de guvern pentru a-și înființa mici afaceri, reiterând criticile la adresa tratamentului aplicat acestora de către autoritățile americane⁠.
La 24 noiembrie 2021, Henry a anunțat un nou cabinet ministerial, cuprinzând opt noi numiri⁠„Haiti prime minister names new cabinet as armed gangs challenge his rule (Premierul Haiti numește un nou cabinet în timp ce bandele înarmate îi contestă puterea)” (în engleză). Miami Herald. 24 noiembrie 2021. Accesat în 25 iunie 2025., iar el însuși a preluat interimar portofoliul Culturii și Comunicațiilor. Pe 12 decembrie a fost înființat un Consiliu Național de Tranziție format din 52 de membri, în cadrul „Acordului Montana”, un acord concurent față de propriul „Acord din 11 septembrie” susținut de Henry, cu scopul de a desemna un nou președinte și un nou prim-ministru până la organizarea alegerilor.
Pe 1 ianuarie 2022, Henry a fost forțat să fugă din Les Gonaïves după un schimb de focuri între forțele sale de securitate și un grup armat necunoscut⁠. Tentativa de asasinat a avut loc în fața catedralei din oraș, în timpul unei ceremonii dedicate aniversării a 218 ani de la independența statului haitian⁠, incidentul soldându-se cu un mort și doi răniți⁠. Henry a acuzat „bandiții” că au încercat să-l asasineze și a afirmat că statul nu trebuie să cedeze în fața acestora⁠.
Pe 17 ianuarie, delegați ai mai multor acorduri politice, inclusiv semnatari ai Acordului Montana, l-au desemnat pe Fritz Jean⁠(d) ca președinte interimar al statului⁠. Henry a reacționat pe Twitter susținând că următorul președinte va fi ales de poporul haitian, respingând aparent propunerile privind un guvern de tranziție⁠. Ulterior, la sfârșitul lunii ianuarie, semnatarii Acordului Montana l-au desemnat pe Steven Benoît ca prim-ministru⁠, însă Henry a refuzat să le recunoască legitimitatea pe 7 februarie, dată la care mandatul constituțional al fostului președinte Jovenel Moïse, care îl numise pe Henry, a expirat oficial⁠. El a promis că va anunța în curând data alegerilor.
Într-un interviu acordat Miami Herald pe 11 februarie, Henry a afirmat că este dispus să predea Statelor Unite suspecți implicați în asasinarea lui Moïse și a susținut ideea numirii unui judecător străin care să conducă ancheta în mod independent în Haiti. A mai declarat că va cere sprijinul Comunității Caraibelor în acest sens⁠.
În cadrul unei reuniuni din 2 iunie a Comitetului pentru Eficiența Ajutorului al Cadrului de Coordonare a Asistenței Externe pentru Dezvoltarea Haiti, Henry a reiterat că îmbunătățirea situației de securitate este o condiție esențială pentru organizarea alegerilor⁠. Pe 11 septembrie, el a anunțat că guvernul va începe organizarea alegerilor până la finalul anului⁠.
Tot la 11 septembrie, anunțul lui Henry privind reducerea subvențiilor pentru carburanți — ceea ce a dus la dublarea prețurilor pentru benzină, motorină și kerosen — a declanșat proteste la nivel național și blocaje ale bandelor armate asupra terminalului Varreux, generând o criză națională de combustibil⁠. Pe 5 octombrie, Henry a cerut ajutorul comunității internaționale pentru rezolvarea crizei⁠, iar două zile mai târziu, el și Consiliul de Miniștri au autorizat solicitarea de asistență militară internațională⁠. Alianța G9 a bandelor armate a anunțat ridicarea blocadei terminalului Varreux la 11 noiembrie⁠.
Pe 14 noiembrie, Henry i-a destituit pe ministrul Justiției, Berto Dorcé, și pe ministrul de Interne, Liszt Quitel, la trei zile după ce comisarul guvernului Jacques Lafontant fusese demis ca urmare a unei plângeri depuse de Henry. Acesta s-a numit interimar la conducerea Ministerului de Interne, iar Emmelie Prophète a fost numită ministru al Justiției⁠.
La 21 decembrie 2022, Henry, împreună cu reprezentanți ai partidelor politice, organizațiilor societății civile și ai sectorului privat, a semnat un acord pentru organizarea alegerilor generale în 2023, urmând ca noul guvern să preia puterea la 7 februarie 2024. Acordul a instituit și un Înalt Consiliu de Tranziție format din trei membri, cu atribuții în numirea oficialilor guvernamentali și supravegherea departamentelor guvernamentale, precum și un Organ de Control al Acțiunii Guvernamentale pentru a asigura transparența⁠.
Pe 26 ianuarie 2023, polițiști protestatari au atacat reședința oficială a lui Henry și Aeroportul Internațional Toussaint Louverture, ca reacție la creșterea numărului de ofițeri de poliție uciși. Henry, care se afla la aeroport, a reușit să scape⁠. Înaltul Consiliu de Tranziție a fost instalat oficial de către Henry pe 6 februarie 2023⁠.
Totuși, în februarie 2024, Henry a declarat că alegerile generale vor fi organizate atunci când guvernul va putea controla situația de securitate din Haiti⁠. Comunitatea Caraibelor a afirmat ulterior, în aceeași lună, că Henry s-a angajat să organizeze alegerile până la 31 august 2025⁠.

### Acuzații privind implicarea în asasinarea lui Jovenel Moïse
Pe 10 septembrie 2021, procurorul-șef al Haitiului, Bedford Claude, l-a convocat pe Ariel Henry pentru un interviu în legătură cu asasinarea președintelui Jovenel Moïse. Claude a declarat că Henry ar fi fost în contact cu Joseph-Félix Badio, unul dintre principalii suspecți, chiar în ziua asasinatului. Henry a refuzat a doua zi să dea curs convocării, calificând-o drept o „tactică de diversiune”.
Pe 13 septembrie, Renan Hédouville, șeful Oficiului pentru Protecția Cetățenilor, i-a cerut demisia și l-a îndemnat să coopereze cu ancheta privind asasinatul lui Moïse. Pe 14 septembrie, Claude a solicitat judecătorului care instrumenta cazul să-l pună sub acuzare pe Henry și a cerut autorității de imigrare să-i interzică părăsirea teritoriului. Între timp, Henry l-a destituit pe Claude, însă o sursă a declarat pentru BBC că acesta nu avea autoritatea de a lua o astfel de decizie.
Pe 15 septembrie, secretarul general al Consiliului de Miniștri, Renald Lubérice, și-a dat demisia, invocând acuzațiile aduse lui Henry și acuzându-l pe acesta că ar încerca să obstrucționeze justiția. La rândul său, Henry l-a revocat din funcție pe ministrul justiției, Rockefeller Vincent, care dispusese intensificarea protecției lui Bedford Claude, invocând amenințări la adresa acestuia⁠.
Pe 16 septembrie, biroul lui Henry a emis un comunicat referitor la acuzațiile ce îl vizau, afirmând că, după asasinarea lui Moïse, Henry primise apeluri de la numeroase persoane care doreau să afle dacă era în siguranță, și că nu se putea identifica fiecare apelant. De asemenea, a respins suspiciunile, susținând că simplul contact cu un suspect nu poate fi utilizat ca probă de implicare într-un dosar. Întrebat ulterior de agenția Associated Press despre convorbirile cu Badio, Henry a declarat că nu și le amintește⁠.
Pe 10 ianuarie 2022, un reportaj de investigație publicat de The New York Times susținea că Henry avea legături cu Joseph-Félix Badio, presupusul organizator al asasinatului, și că cei doi au menținut contactul chiar și după crimă. Doi oficiali haitieni au declarat pentru publicație că Badio a pătruns de două ori în reședința lui Henry fără a fi împiedicat de paznici, deși era căutat de autorități. Un alt suspect principal, Rodolphe Jaar, care a recunoscut că a finanțat și planificat asasinatul, a afirmat că Badio îl descria pe Henry ca pe un aliat de încredere, pe care se putea baza și pe care îl putea controla după înlăturarea lui Moïse. Jaar a susținut că Badio ar fi cerut ajutorul lui Henry pentru a fugi, iar acesta ar fi fost de acord⁠.
Pe 8 februarie, CNN a intrat în posesia unei înregistrări în care judecătorul Garry Orélien, care supervizase anterior ancheta privind asasinatul, îl acuza pe Henry că s-ar număra printre cei care au planificat uciderea lui Moïse. Totodată, Orélien afirma că Henry era „apropiat și prieten” cu autorul intelectual al crimei. Această afirmație a fost susținută și de mai mulți oficiali haitieni din domeniul forțelor de ordine care investigaseră cazul și care au declarat, de asemenea, pentru CNN, că Henry ar fi obstrucționat ancheta⁠. Ulterior, Orélien a negat că ar fi făcut astfel de acuzații⁠, iar într-un interviu pentru Radio Télévision Caraïbes a declarat că materialul CNN avea drept scop discreditarea sa, forțându-l fie să plece în exil, fie să fie ucis.
Pe 11 februarie, Henry a respins acuzațiile privind implicarea sa, catalogându-le drept „știri false” și i-a cerut lui Badio să se predea autorităților. A adăugat, de asemenea, că niciun oficial haitian sau american nu l-a interogat în legătură cu acest caz⁠.

### Criză politică și demisie
Ariel Henry a călătorit în Guyana pe 25 februarie 2024, iar câteva zile mai târziu s-a deplasat în Kenya pentru a semna un acord privind desfășurarea a 1.000 de polițiști kenyeni în Haiti. La întoarcerea sa, nu a mai reușit să aterizeze în țară, întrucât aeroportul internațional Toussaint Louverture fusese închis în urma unor atacuri ale bandelor armate, care au dus și la eliberarea a peste 4.000 de deținuți din închisori. Henry a rămas în afara țării și și-a semnat demisia în aprilie 2024, din Los Angeles„Haiti's prime minister Ariel Henry resigns after months of escalating gang violence (Prim‑ministrul Haiti, Ariel Henry, demisionează după luni de violență tot mai intensă a bandei)” (în engleză). ABC News. 25 aprilie 2024. Accesat în 26 iunie 2025.. În absența sa, ministrul economiei și finanțelor, Michel Patrick Boisvert, a preluat funcția de prim-ministru interimar începând cu 25 februarie.
Pe 11 martie, Henry a fost de acord să demisioneze din funcția de lider al țării după constituirea unui consiliu prezidențial de tranziție, în urma unei reuniuni desfășurate în Jamaica, la care au participat lideri ai statelor din Caraibe și secretarul de stat al SUA, Antony Blinken. Până pe 13 martie, unele partide politice și-au exprimat refuzul de a participa la acest acord. Consiliul a fost oficializat pe 12 aprilie, membrii săi fiind desemnați pe 16 aprilie și învestiți pe 25 aprilie, dată la care Henry și-a prezentat demisia printr-o scrisoare semnată în Los Angeles pe 24 aprilie. Cabinetul demisionar al lui Henry l-a numit pe Boisvert în funcția de prim-ministru interimar.

## Viață personală
Ariel Henry este fiul lui Elie S. Henry, pastor și bătrân în Biserica Adventistă de Ziua a Șaptea. Tatăl său a decedat pe 20 decembrie 2015. Ariel este căsătorit cu Annie Claude Massiau, iar frații și surorile sale se numesc Monique Henry, Edlyne Henry Richard, Elie Henry și Elvire Henry. Fratele său, Elie, este de asemenea pastor și, din 2018, președinte al Diviziunii Inter-Americane a Bisericii Adventiste de Ziua a Șaptea, funcție în care a fost reales în 2022.